# Хевсуреті

Мцхета-Мтіанеті на мапі Грузії

Хевсуреті (груз. ხევსურეთი, «країни долин») — історична провінція Грузії, розташована в північній частині країни, на обох схилах Великого Кавказького хребта, що межує з Чечнею. За нинішнім адміністративним поділом Грузії входить до складу Душетського району мхаре (регіону) Мцхета-Мтіанеті. Площа 1050 км², населення в зимовий період скорочується приблизно до 3200 осіб.
Жителі Хевсуреті — хевсури, особлива етнографічна група грузин. У 1950-х їх примусово переселяли на рівнини, в результаті чого багато високогірних сіл спустошені.

## Галерея

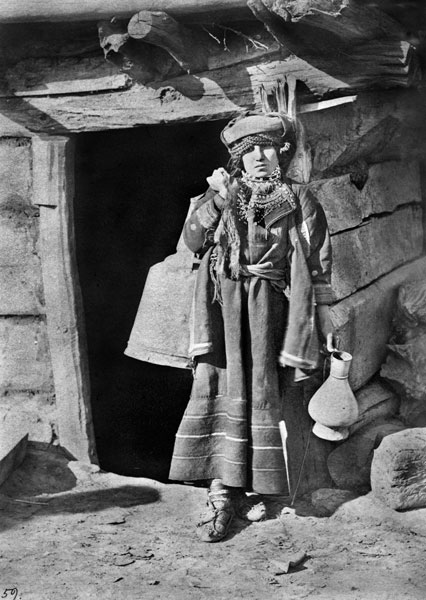
Хевсурка з глечиком, 1881
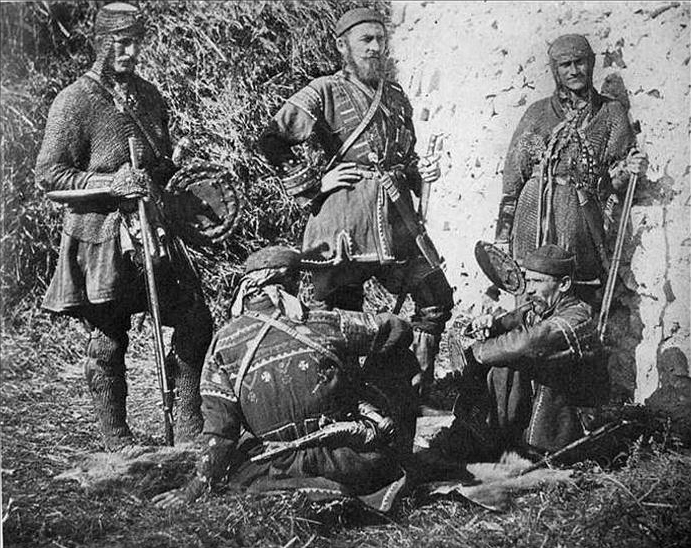
Хевсури, 1910
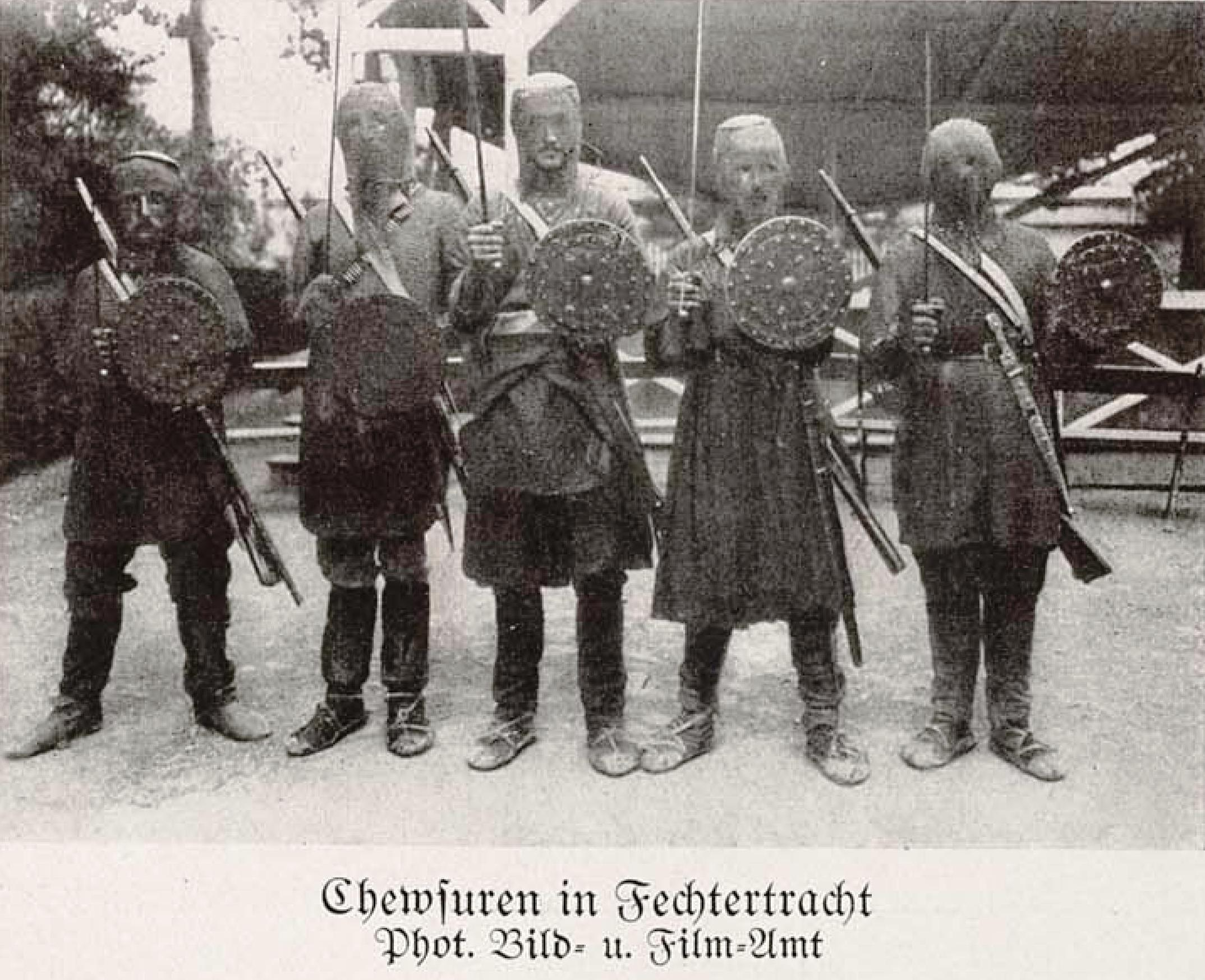
Германська кавказька експедиція, 1918-1919
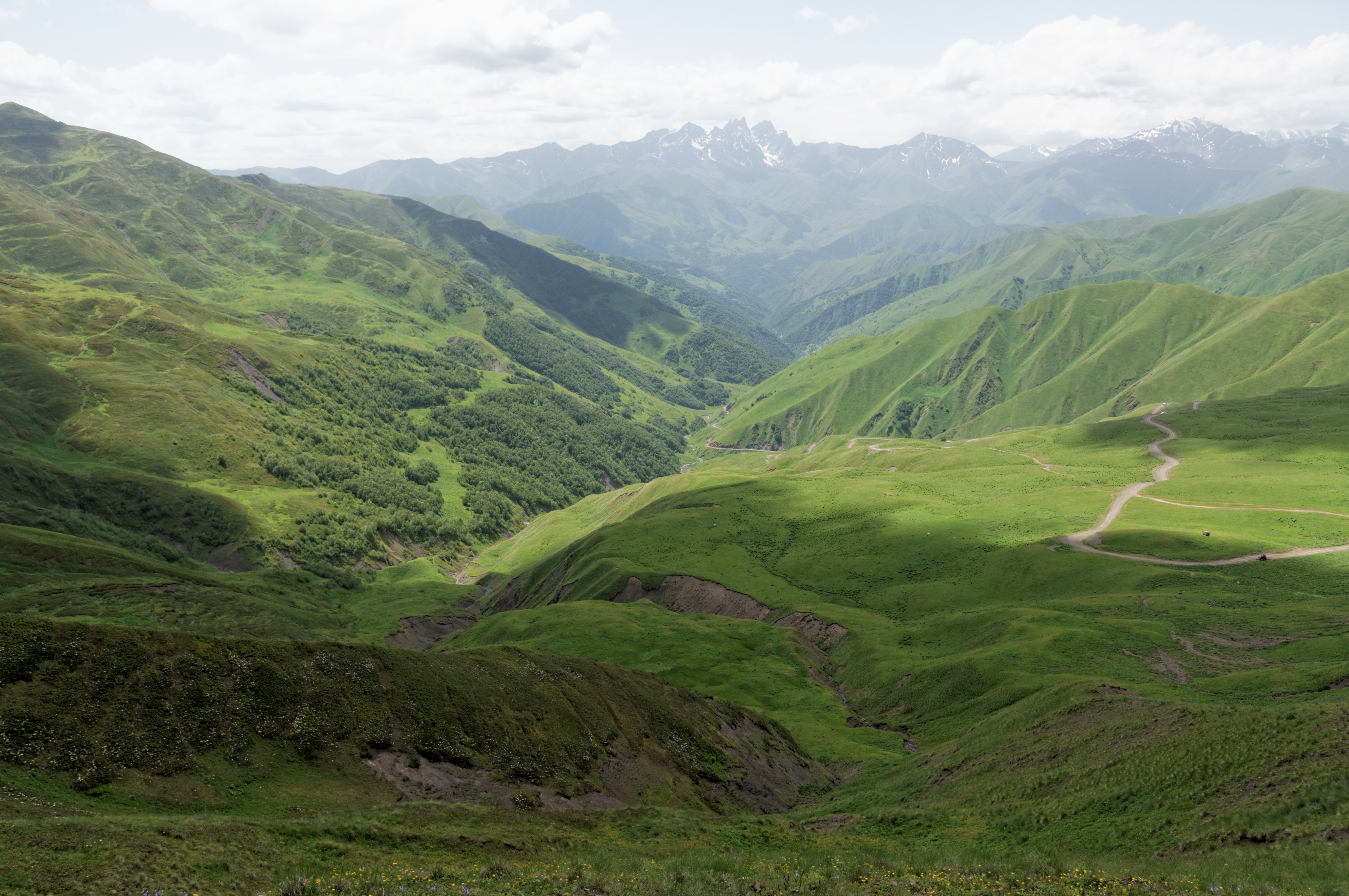
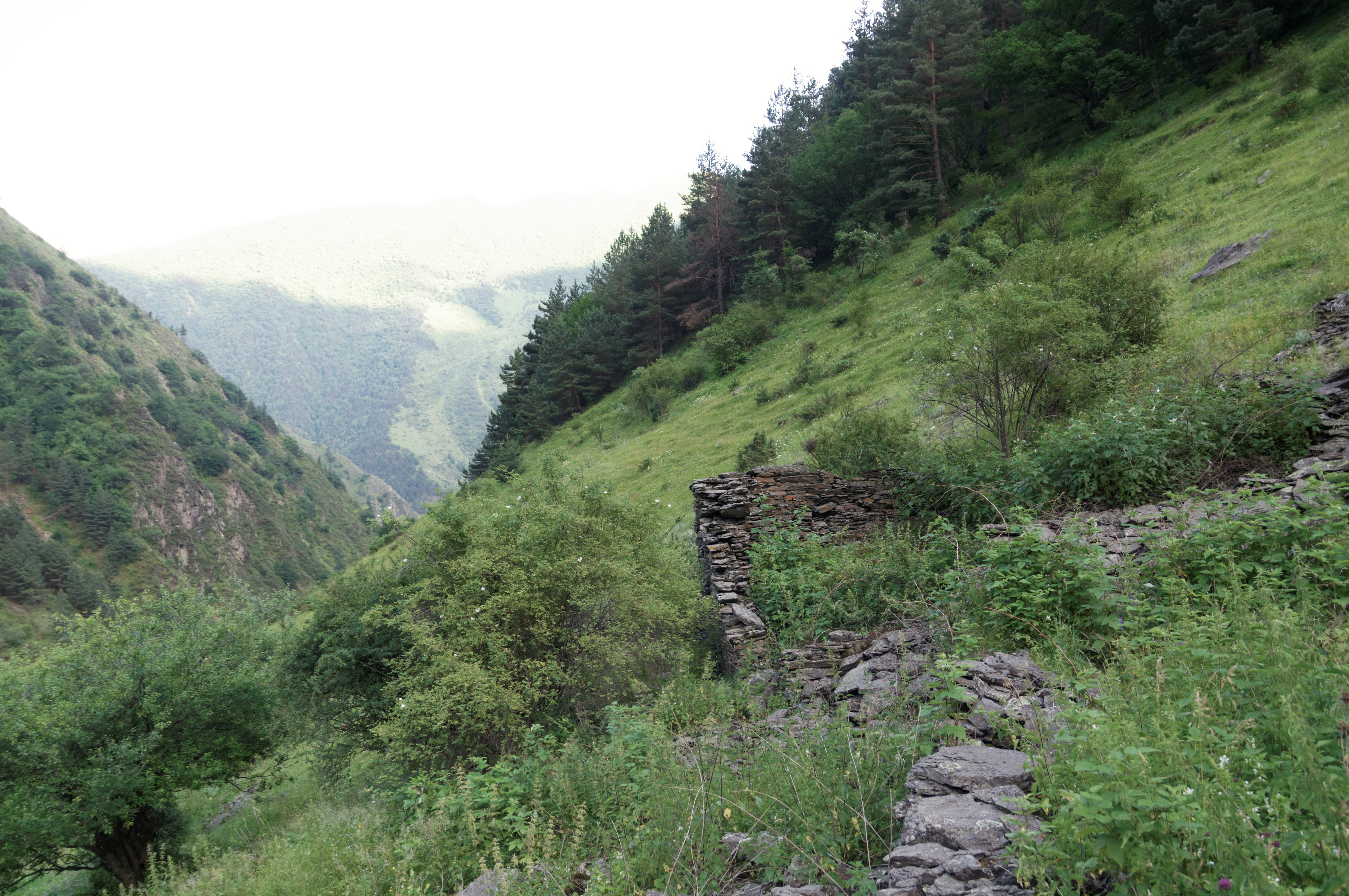
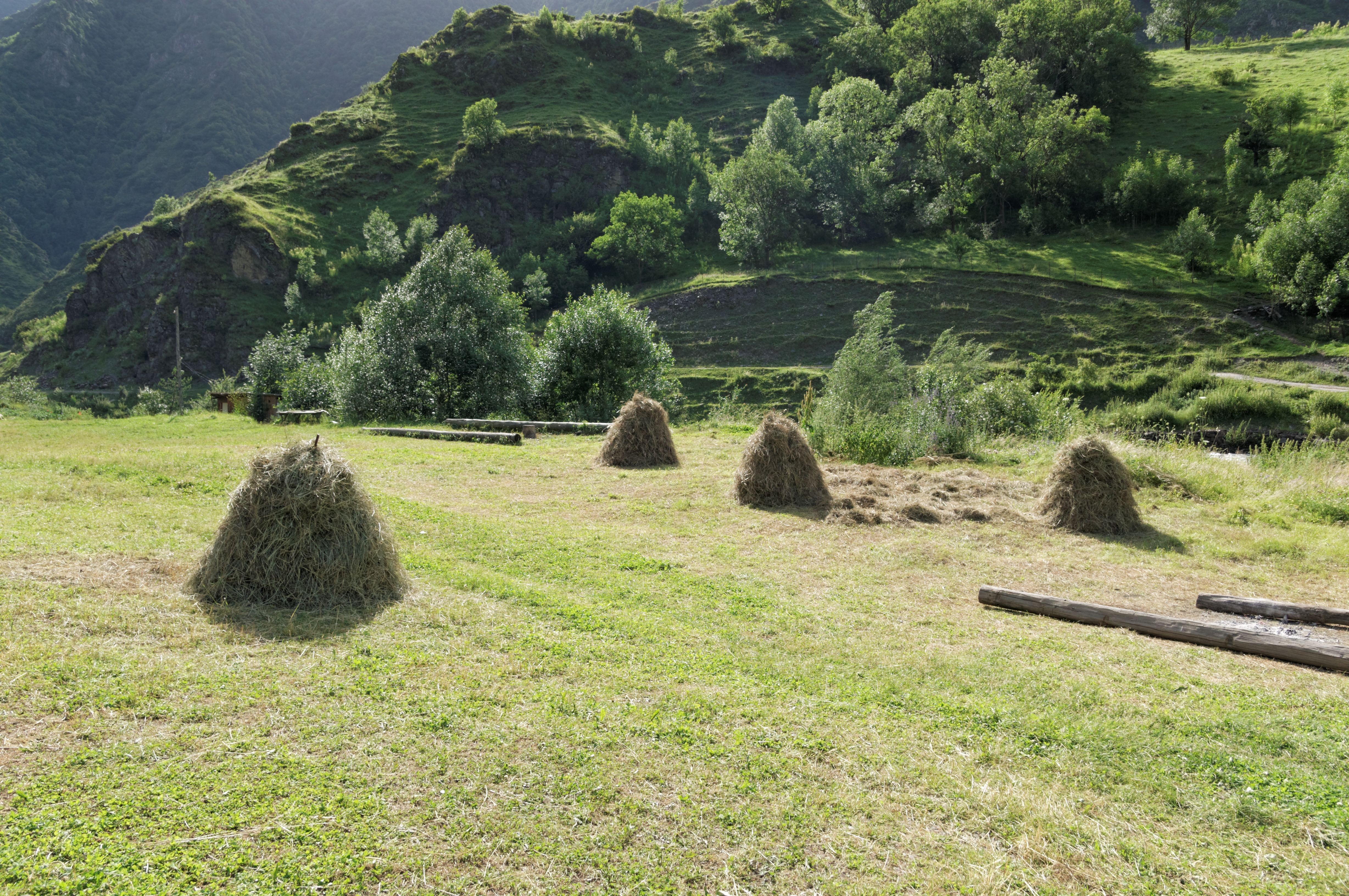
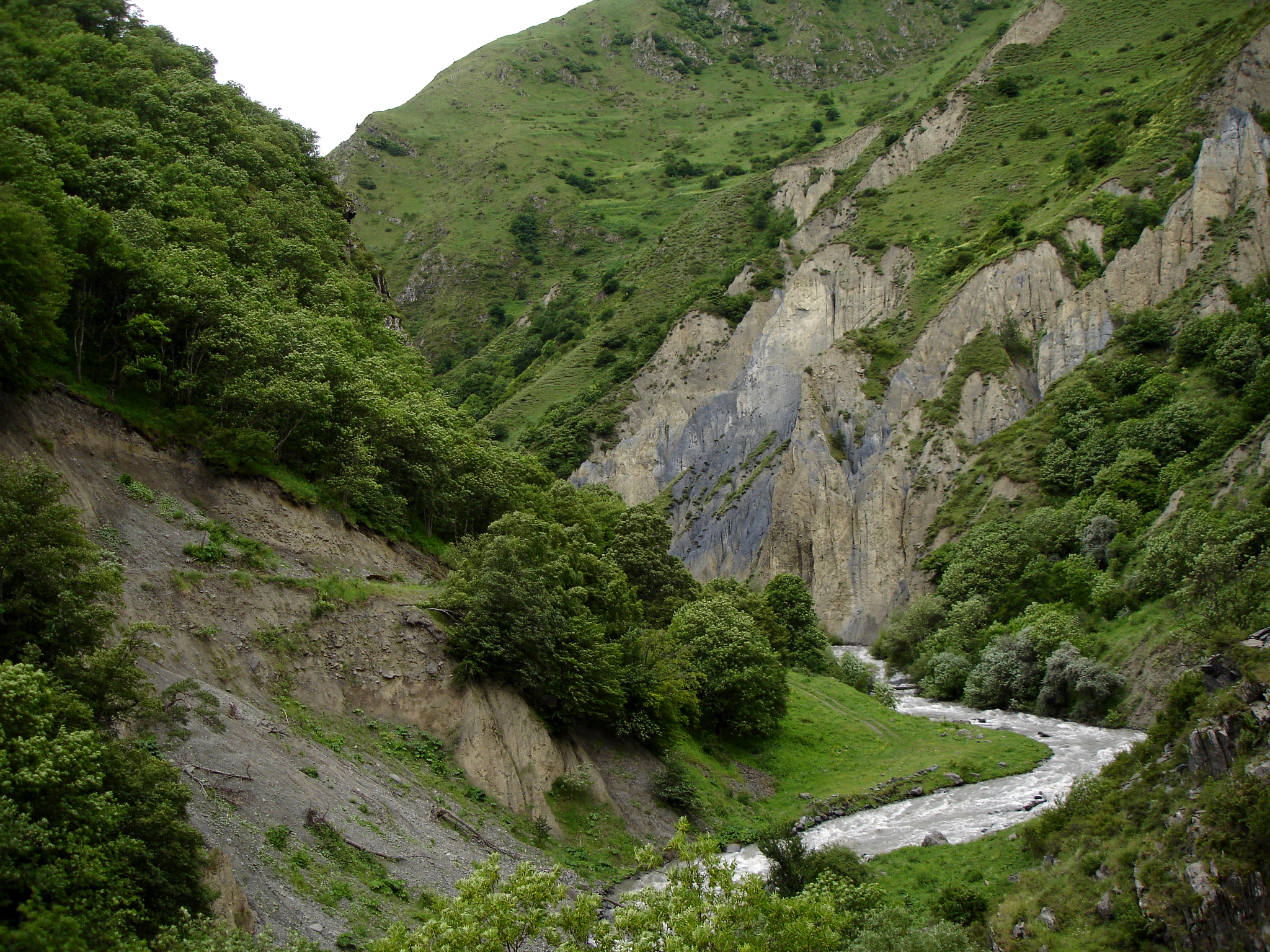
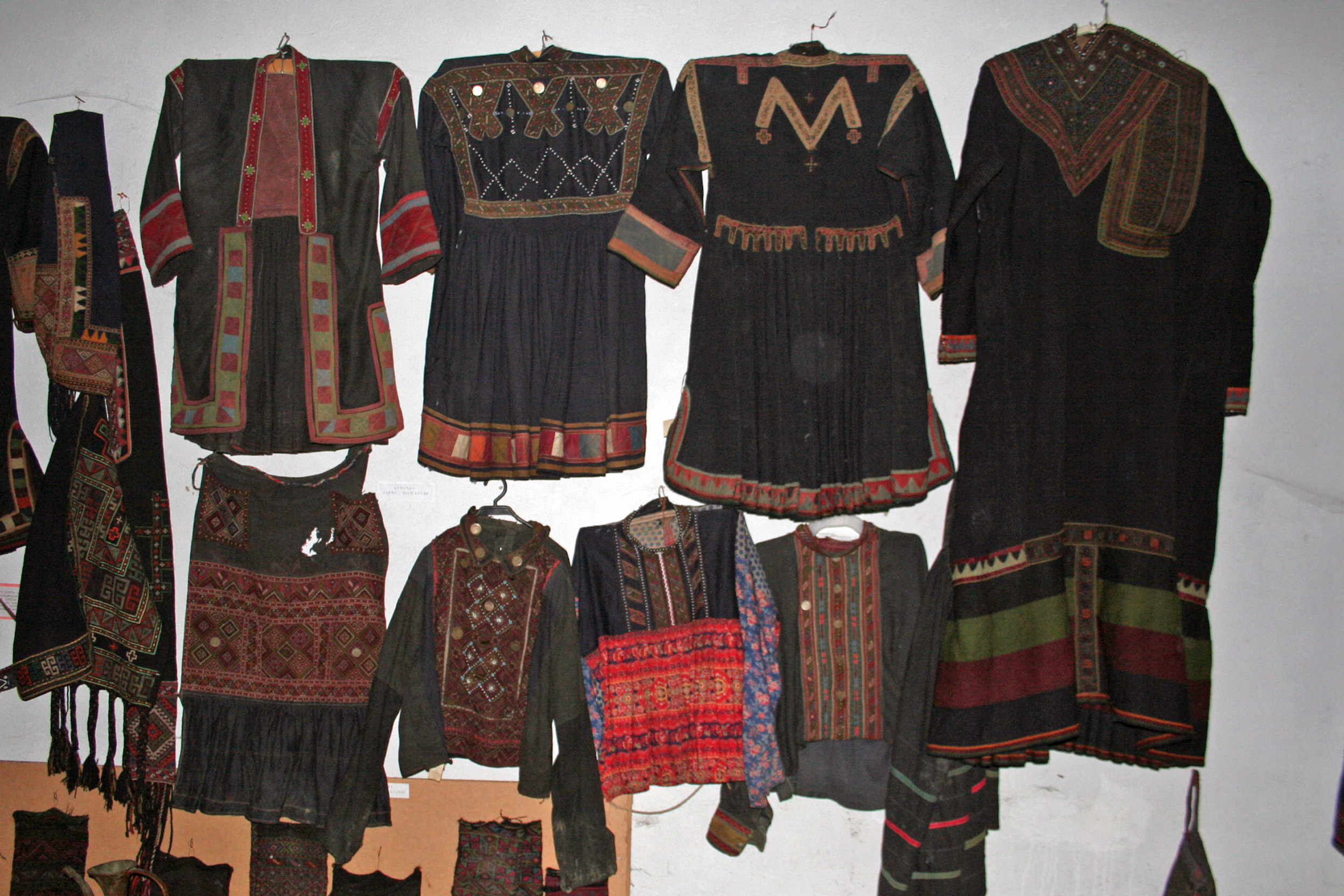
Традиційний одяг
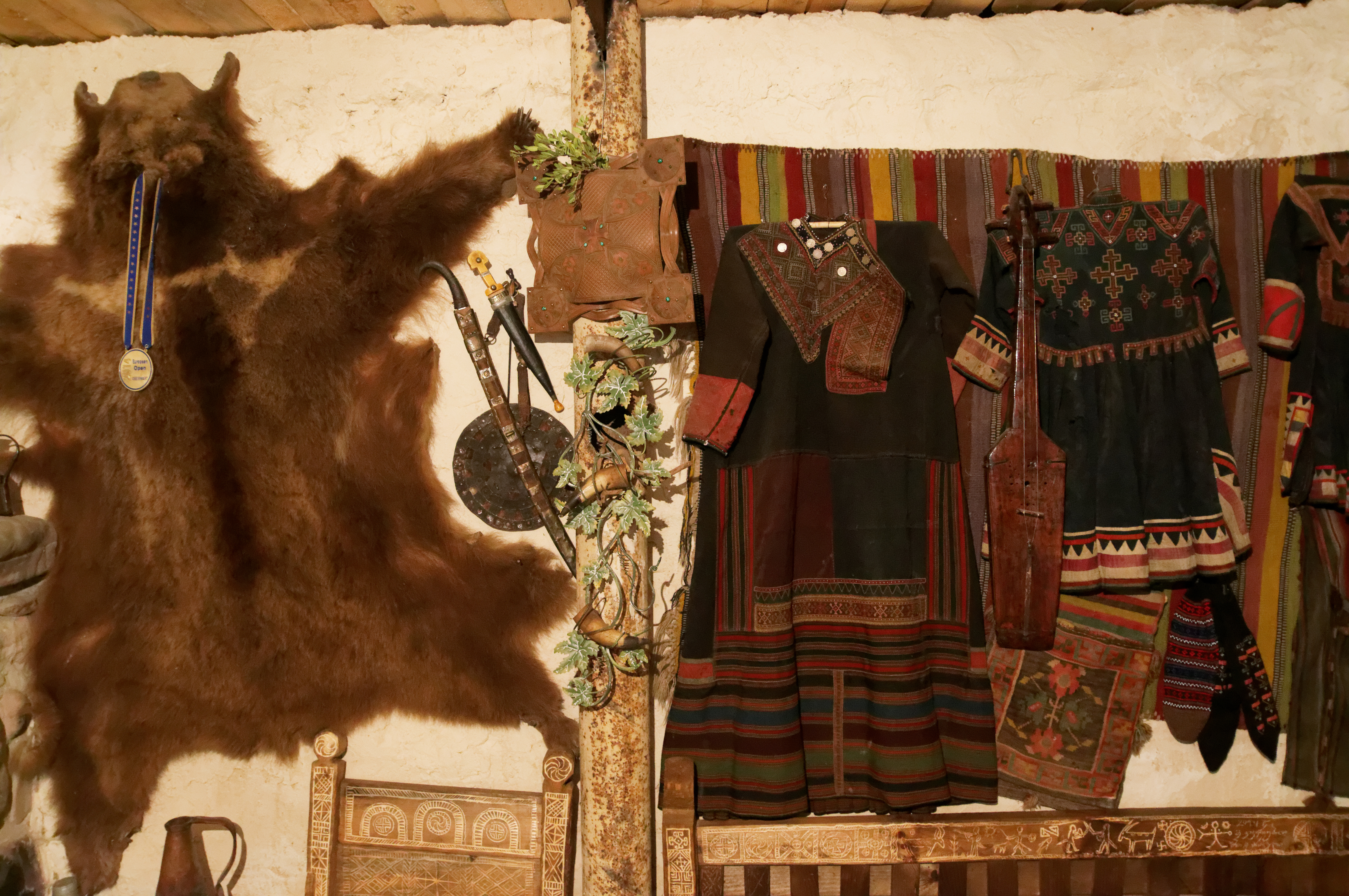
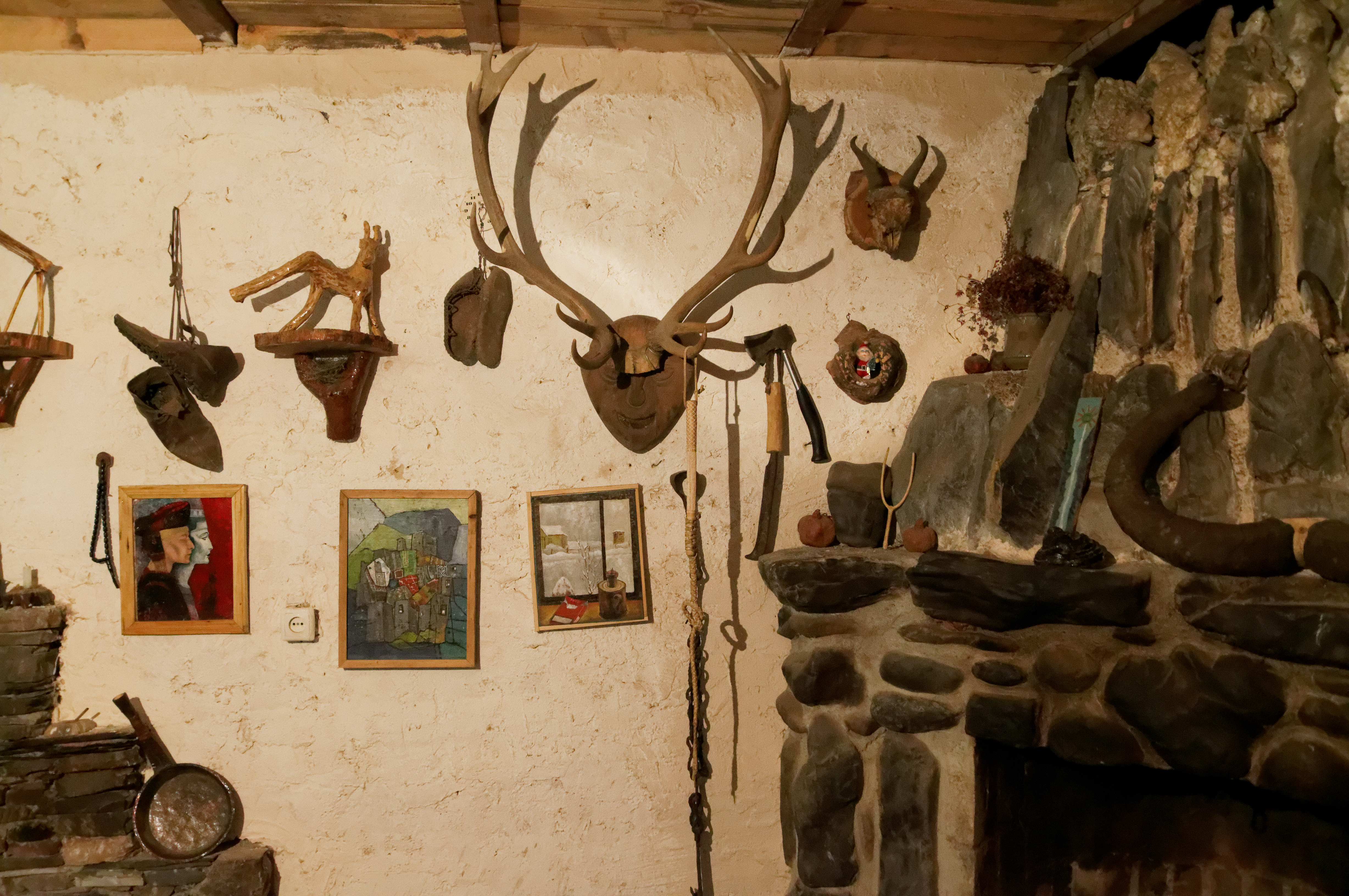
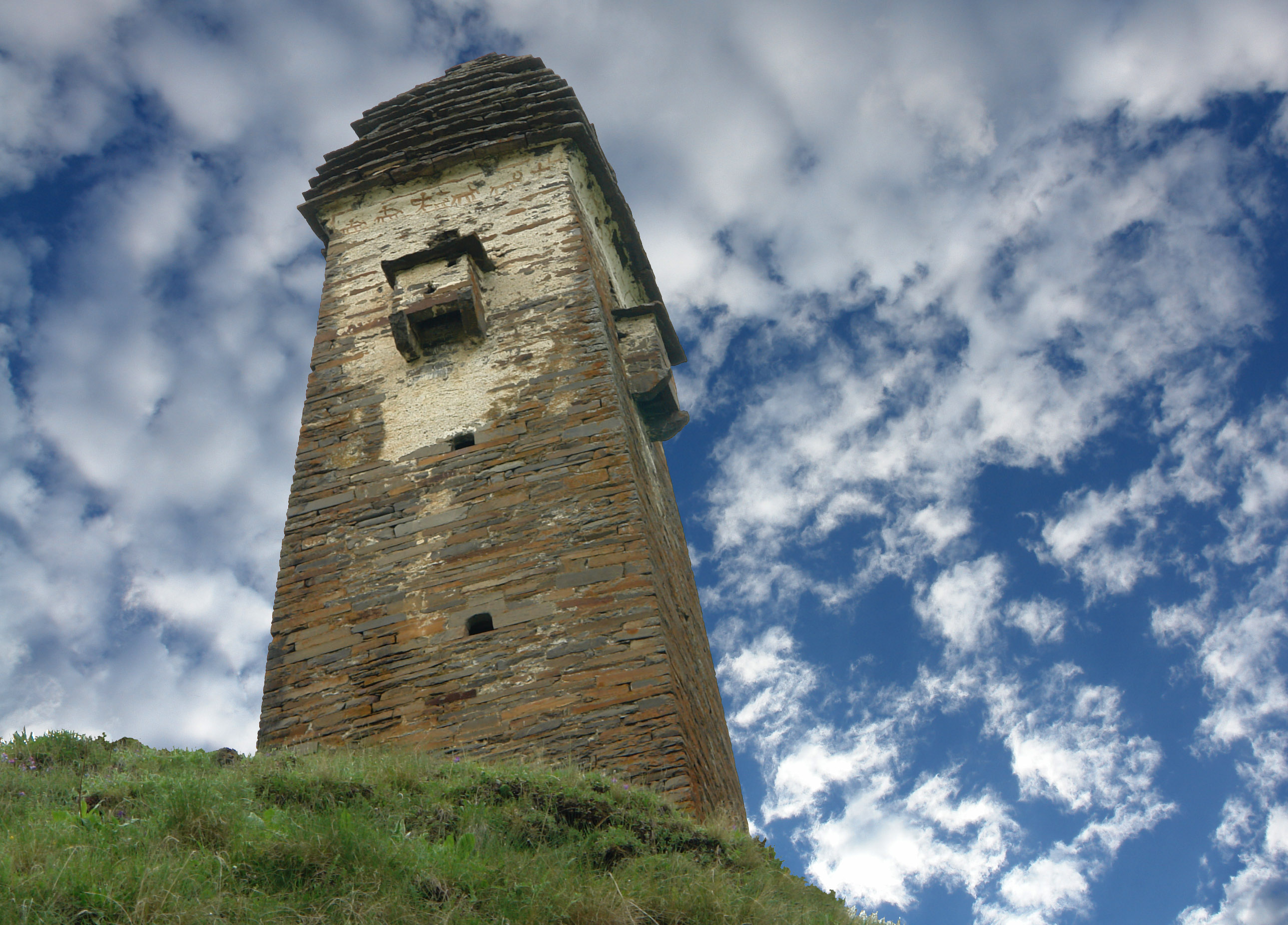
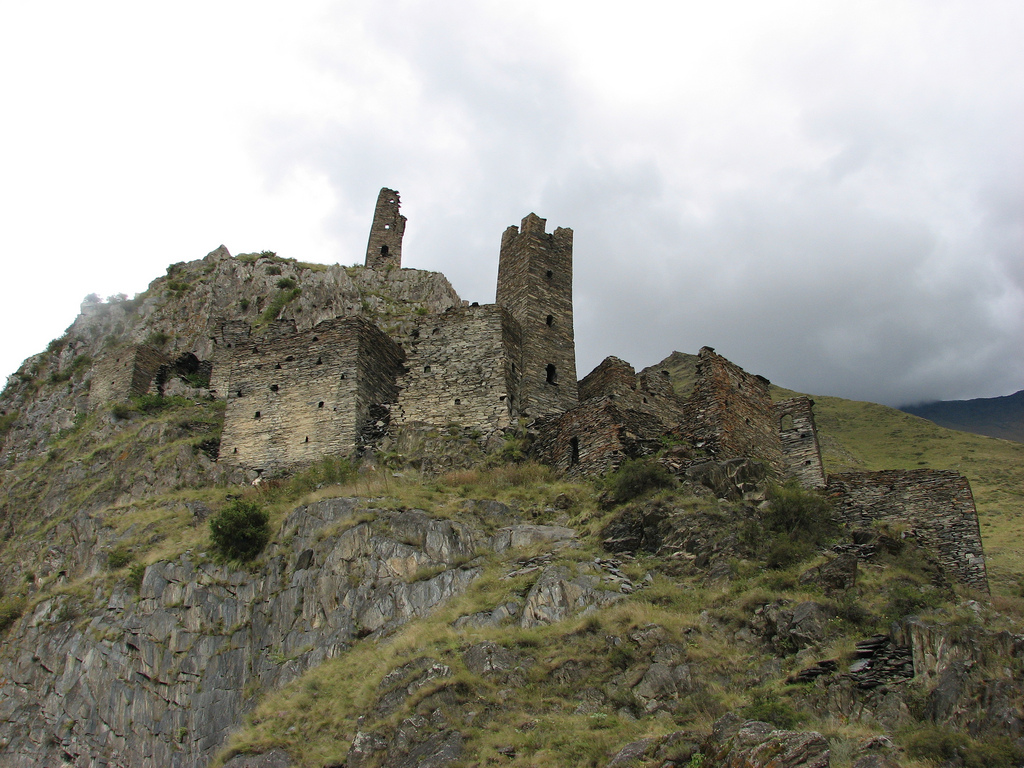
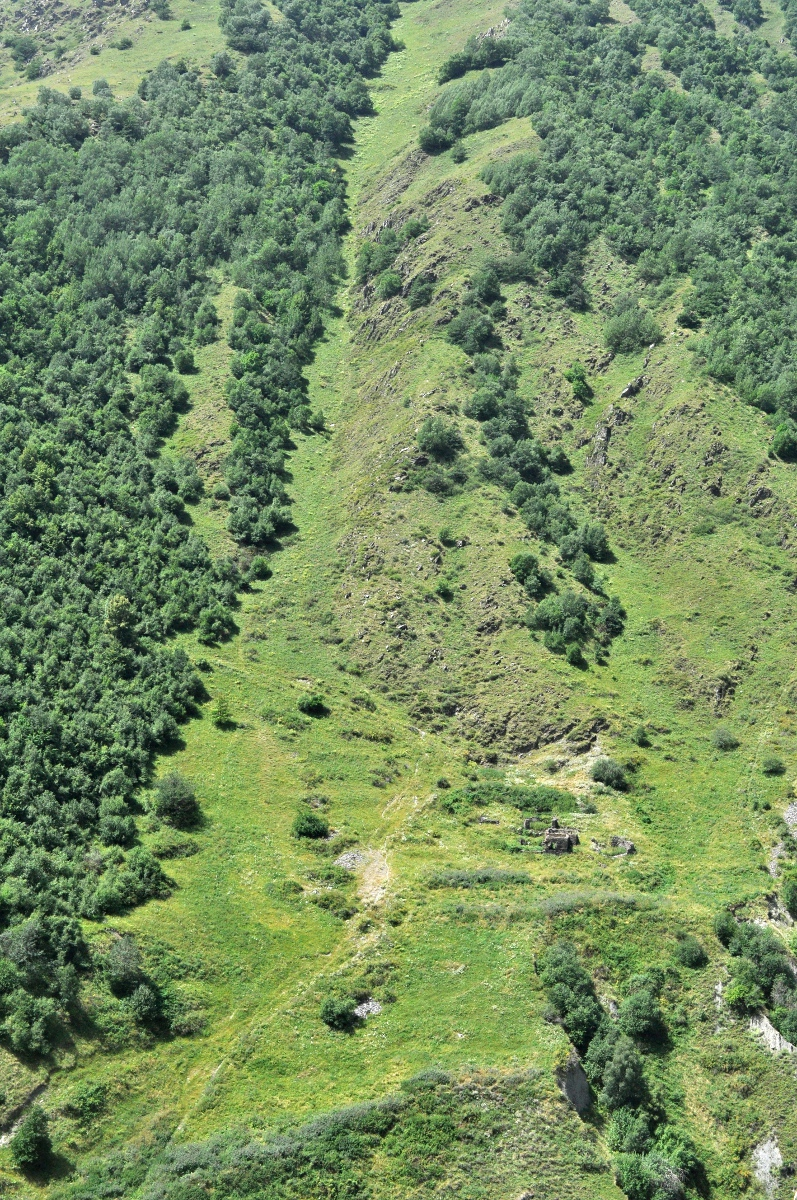
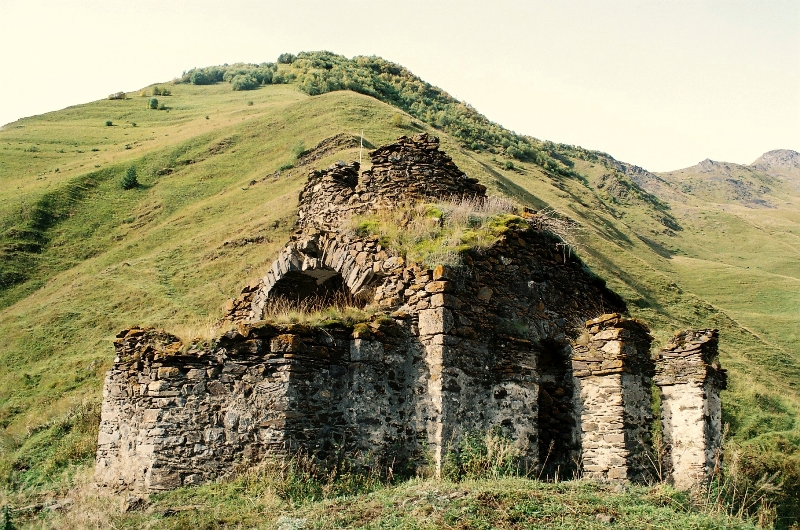
Церква